# Самат Надирбек-уулу
Самат Надирбек-уулу (кирг. Самат Надырбек Уулу; 26 березня 1991, Таласька область, Киргизька РСР, СРСР) — киргизький борець вільного стилю, срібний та бронзовий призер чемпіонатів Азії, срібний призер Універсіади. Майстер спорту Киргизстану міжнародного класу з вільної боротьби.

## Життєпис
Боротьбою почав займатися з 13 років під впливом старшого брата, успішного спортсмена. Після 8 класу переїхав до столиці. У 2011 році став бронзовим призером чемпіонату Азії серед юніорів. На літній Універсіаді 2013 року в Казані завоював срібну нагороду, поступившись у фіналі представнику Росії Наріману Ісрапілову. Представляв Киргизький державний технічний університет.
Виступає за спортивний клуб РУОР, Бішкек. Тренер — Адрес Ботіков, Нурлан Нураков.

## Спортивні результати на міжнародних змаганнях

### Виступи на Чемпіонатах світу
| Змагання                        | Збірна     | Вагова категорія          | Місце |
| ------------------------------- | ---------- | ------------------------- | ----- |
| Чемпіонат світу з боротьби 2015 | Киргизстан | вільна боротьба, до 57 кг | 32    |

### Виступи на Чемпіонатах Азії
| Змагання                       | Збірна     | Вагова категорія          | Місце  |
| ------------------------------ | ---------- | ------------------------- | ------ |
| Чемпіонат Азії з боротьби 2013 | Киргизстан | вільна боротьба, до 55 кг | 9      |
| Чемпіонат Азії з боротьби 2014 | Киргизстан | вільна боротьба, до 57 кг | Бронза |
| Чемпіонат Азії з боротьби 2015 | Киргизстан | вільна боротьба, до 57 кг | Срібло |

### Виступи на Азійських іграх
| Змагання           | Збірна     | Вагова категорія          | Місце |
| ------------------ | ---------- | ------------------------- | ----- |
| Азійські ігри 2014 | Киргизстан | вільна боротьба, до 57 кг | 13    |

### Виступи на Універсіадах
| Змагання               | Збірна     | Вагова категорія          | Місце  |
| ---------------------- | ---------- | ------------------------- | ------ |
| Літня Універсіада 2013 | Киргизстан | вільна боротьба, до 55 кг | Срібло |

### Виступи на інших змаганнях
| Змагання                                                      | Збірна     | Вагова категорія          | Місце  |
| ------------------------------------------------------------- | ---------- | ------------------------- | ------ |
| Турнір Алі Алієва 2013                                        | Киргизстан | вільна боротьба, до 55 кг | 5      |
| Міжнародний турнір Ньюйоркського атлетичного клубу 2013       | Киргизстан | вільна боротьба, до 55 кг | Золото |
| Золотий Гран-прі з боротьби 2014 (Париж)                      | Киргизстан | вільна боротьба, до 57 кг | Срібло |
| Турнір Яшара Догу 2014                                        | Киргизстан | вільна боротьба, до 57 кг | 5      |
| Кубок Президента Бурятської Республіки з боротьби 2014        | Киргизстан | вільна боротьба, до 65 кг | Бронза |
| Золотий Гран-прі з боротьби 2014 (Баку)                       | Киргизстан | вільна боротьба, до 57 кг | 8      |
| Кубок Рамзана Кадирова 2014                                   | Киргизстан | вільна боротьба, до 57 кг | Бронза |
| Гран-прі Парижа з боротьби 2015                               | Киргизстан | вільна боротьба, до 57 кг | 9      |
| Турнір Олександра Медведя 2015                                | Киргизстан | вільна боротьба, до 57 кг | Срібло |
| Турнір Степана Саргісяна 2015                                 | Киргизстан | вільна боротьба, до 57 кг | 5      |
| Турнір Яшара Догу 2016                                        | Киргизстан | вільна боротьба, до 57 кг | 5      |
| Олімпійський кваліфікаційний турнір з боротьби 2016 (Астана)  | Киргизстан | вільна боротьба, до 57 кг | Бронза |
| Олімпійський кваліфікаційний турнір з боротьби 2016 (Стамбул) | Киргизстан | вільна боротьба, до 57 кг | 5      |
| Міжнародний меморіал Дейва Шульца 2017                        | Киргизстан | вільна боротьба, до 57 кг | Золото |
| Міжнародний меморіал Білла Фаррелла 2018                      | Киргизстан | вільна боротьба, до 57 кг | Золото |
| Міжнародний меморіал Дейва Шульца 2019                        | Киргизстан | вільна боротьба, до 61 кг | Срібло |

### Виступи на змаганнях молодших вікових груп
| Змагання                                      | Збірна     | Вагова категорія          | Місце  |
| --------------------------------------------- | ---------- | ------------------------- | ------ |
| Чемпіонат Азії з боротьби серед юніорів 2010  | Киргизстан | вільна боротьба, до 55 кг | 9      |
| Чемпіонат Азії з боротьби серед юніорів 2011  | Киргизстан | вільна боротьба, до 55 кг | Бронза |
| Чемпіонат світу з боротьби серед юніорів 2011 | Киргизстан | вільна боротьба, до 55 кг | 7      |